# Khionidész
Khionidész (i. e. 5. század közepe) ókori görög komédiaköltő.
Athénben élt és alkotott. Ókori feljegyzések szerint ő volt az első, aki munkásságáért pályadíjban részesült. Ránk mindössze két darabjából maradt fenn néhány apróbb töredék.